# 潮阳姜薯
潮阳姜薯（Dioscorea alata L），是中国广东省汕头市潮阳区的一种特产。清雍正年間《惠來縣誌》載為薑蕷。姜薯，既美人芋的蔘薯類作物，过去一般只在潮阳县和惠来县的部分沿海山地种植，其中最出名的为棉北后溪所种植的，以及河溪镇所种植的上坑姜薯。它可制成姜薯汤、五果薯泥等甜品，是潮阳人的吉祥食品，平时也用于招待客人。